# Adjutant (Schiff, 1905)
Die zweite Adjutant der Deutschen Ost-Afrika-Linie (DOAL) war einer der Schleppdampfer und Tender der Reederei an der ostafrikanischen Küste. Mit ihrem Schwesterschiff Kadett und der ähnlichen Leutnant suchte sie im August 1914 bei Beginn des Ersten Weltkriegs Schutz im portugiesischen Hafen Beira in Mosambik.
Bei dem Versuch nach Deutsch-Ostafrika durchzubrechen, wurde sie vom britischen Kreuzer Dartmouth gekapert und als Hilfsschiff in Dienst gestellt. Beim Versuch den Liegeplatz des deutschen Kreuzers Königsberg zu erkunden, wurde die Adjutant im Februar 1915 in der Rufijimündung beschädigt und strandete. Die britische Besatzung kapitulierte und wurde gefangen genommen.
Im April stellten die Deutschen die Adjutant als Hilfsschiff wieder in Dienst. Im Februar 1916 verlegte das Schiff von der Rufijimündung nach Daressalam. Zum Teil zerlegt, wurde es von dort mit der Mittellandbahn nach Kigoma am Tanganjikasee transportiert, um auf dem See eingesetzt zu werden.

Das noch unfertige Schiff wurde am 15. Juli 1916 auf dem Slip in Kigoma von der sich zurückziehenden deutschen Schutztruppe verbrannt.

## Geschichte derAdjutant

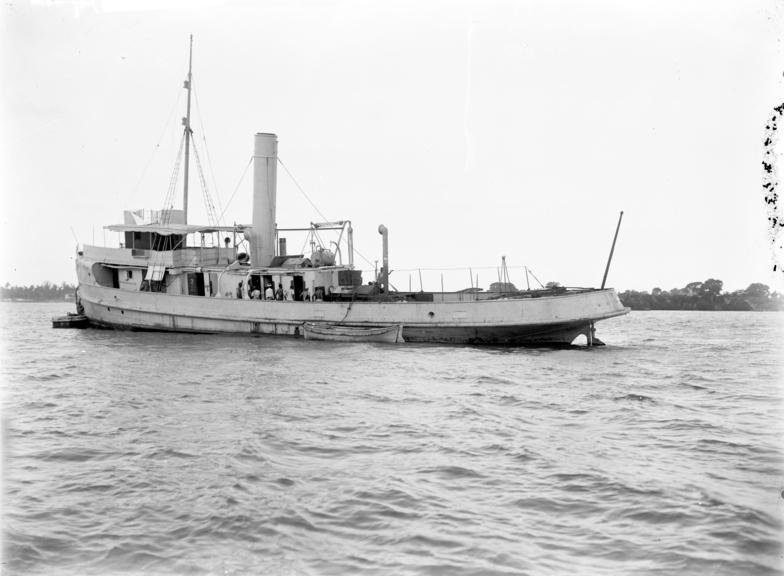
Die zweite Adjutant der DOAL in ostafrikanischen Gewässern

Nachdem die Verlängerung des Reichspostdampfervertrages die DOAL von dem Zwang befreit hatte, die Nebenlinien zu betreiben, beschaffte sie 1902 einen starken Seeschlepper. Dieser sollte die Be- und Entladung der Postdampfer beschleunigen und sicherer machen. Der Umschlag erfolgte mangels geeigneter Hafenanlagen in den ostafrikanischen Häfen auf den Reeden über Leichter.

Die Werft Janssen & Schmilinsky in Hamburg lieferte den Seeschlepper Kadett von 226 BRT am 14. August 1902. Die zweite Adjutant war ein Nachbau dieses Schiffes von derselben Werft, das am 25. November 1905 vom Stapel lief und am 28. Dezember 1905 abgeliefert wurde. Das zweite Schiff war mit 35,4 m geringfügig länger, wurde auch von einer Dampfmaschine der Bauwerft angetrieben, die 350 PS leistete und hatte ebenfalls eine Dienstgeschwindigkeit von 9 Knoten. Wie ihr Schwesterschiff hatte auch die Adjutant Passagierkabinen für sechs Fahrgäste. Das Deckshaus der Schlepper war relativ lang und auf ihm, unter der Brücke und vor dem Schornstein war Platz für Fahrgäste, die durch Sonnensegel und Segeltuchwände geschützt wurden.

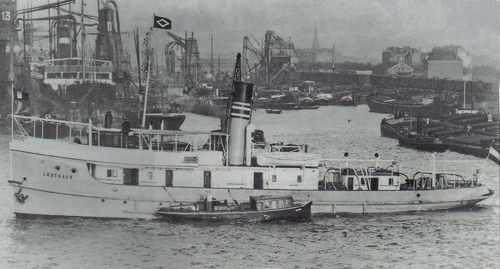
Die ähnliche Leutnant der DOAL

Ein weiterer ähnlicher Seeschlepper und Tender kam 1912 mit der Leutnant von 340 BRT und 39,5 m Länge noch in Dienst. Diese Doppelschraubenschiff mit 500 PS Leistung und einer Dienstgeschwindigkeit von 10 kn wurde von der Gebr. Sachsenberg AG in Rosslau geliefert.
Die drei Schlepper waren vor allem vor den Häfen der portugiesischen Kolonie Mosambik im Einsatz und liefen 1914 beim Kriegsausbruch das neutrale Beira an. Die Adjutant versuchte dann Anfang Oktober 1914 zur deutschen Kolonie Ostafrika durchzubrechen, wo man sich inzwischen zum Widerstand gegen die Briten entschlossen hatte. Das Schiff wurde in portugiesischen Gewässern vom britischen Kreuzer HMS Dartmouth entdeckt und gekapert.

### Britisches Hilfskriegsschiff
Die Royal Navy stellte die Adjutant im November 1914 als Hilfsschiff für ihre Operationen gegen Deutsch-Ostafrika in Dienst. Der Schlepper wurde mit drei 47-mm-Kanonen und zwei Maschinengewehren bewaffnet und Teile des Schiffes mit leichten Stahlplatten etwas geschützt. Nach der Bewaffnung wurde das Schiff den vor der Rufijimündung versammelten britischen Einheiten zugeteilt und am 23. Dezember 1914 erstmals bei der Aufklärung der Mündungsarme eingesetzt. Das Hilfsschiff Adjutant gehörte zu den Einheiten, die am 12. Januar 1915 die Insel Mafia besetzten und einen Ausbruch des deutschen Kreuzers SMS Königsberg aus dem Flussdelta verhindern sollten.
Am 6. Februar 1915 lief die Adjutant erneut in das Delta, um die deutsche Verteidigung und den Liegeplatz des deutschen Kreuzers zu erkunden. Auf der Fahrt in der Ssimba-Uranga-Mündung wurde sie von getarnten deutschen Landgeschützen unter Feuer genommen, die durch einen Treffer die Ruderanlage des Schiffes außer Gefecht setzten, so dass die Adjutant strandete. Die britische Besatzung kapitulierte und wurde gefangen genommen. Die Deutschen bargen die Munition, Vorräte und Waffen vom gestrandeten Schiff, um ihre Verteidigung zu verstärken.

Am folgenden Tag beschossen die britischen Kreuzer Hyacinth und Pyramus das aufgelaufene Schiff, dessen Achterschiff in Brand geriet. Die Schäden waren allerdings nicht erheblich; den Deutschen gelang es, das Schiff wieder abzudichten und tiefer in die Flussmündung zu verbringen.

### Wieder unter deutscher Flagge
Wegen der weiteren Verwendung der Adjutant gab es Streit zwischen den Schutztruppeneinheiten und dem Kommandanten des Kreuzers, Max Looff, der sich schließlich durchsetzte. Er ließ eine der 8,8-cm-Kanonen aus den Beständen der Königsberg aus Kigoma am Tanganjikasee wieder zurückführen. Der Kreuzer hatte zwei derartige Kanonen für die Ausrüstung eines Hilfsschiffes an Bord, die bislang auf einem Holzfloss auf dem See als schwimmende Batterie eingesetzt worden waren, da die vorhandenen Schiffe eine derartige Waffe nicht tragen konnten. Nach dem Einbau der Waffe auf der Adjutant stellte man diese am 11. April 1915 als Hilfsschiff der SMS Königsberg mit 21 Mann Besatzung in Dienst und wurde zur Überwachung der vielen Arme der Rufijimündung eingesetzt. Die die Flussmündung schützenden Truppen hätten einen Einsatz an der Mündung gegen die aufklärenden britischen Walfänger bevorzugt. Der Einsatz der Adjutant im Innern des Deltas verlief ereignislos.
Sieben Monate nach der Sprengung des nicht mehr einsatzbereiten Kreuzers Königsberg am 11. Juli 1915 verließ die Adjutant am 19. Februar 1916 das Flussdelta und entkam entlang der Küste nach Daressalam. Die Befehlshaber am Tanganjikasee wünschten bereits 1915 den Transport des Schiffes zum See, um es neben der Graf Götzen auf dem Tanganjikasee einzusetzen.

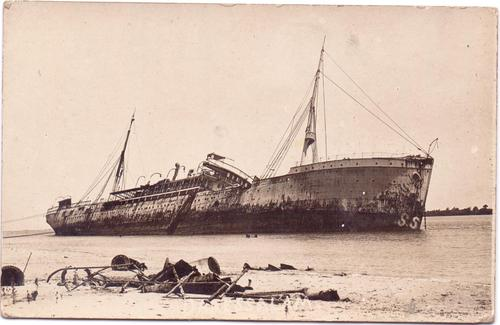
Das Wrack der Tabora

Looff, inzwischen Befehlshaber in Daressalam, sperrte sich anfangs, das Schiff abzugeben und hielt den Transport über Land für unmöglich. Schließlich wurde die Adjutant mit Hilfe des Ladegeschirrs des im Hafen der Hauptstadt der Kolonie liegenden Reichspostdampfers Tabora doch zerlegt und mit der Mittellandbahn nach Kigoma überführt. Diese Aktivitäten wurde von den die Küste überwachenden britische Einheiten erkannt. Das britische Linienschiff Vengeance und der Kreuzer Challenger versenkten die als Hilfslazarettschiff ausgegebene Tabora am 23. März 1916 durch Geschützfeuer.
Der Zusammenbau der nach Kigoma transportierten Teile brauchte aber Zeit, die nicht mehr zur Verfügung stand. Als die Deutschen Kigoma vor den anrückenden belgischen Truppen räumen mussten, verbrannten sie am 15. Juli 1916 das noch auf dem Slip befindliche unfertige Schiff.
Siehe auch: Küstendienst der Deutschen Ost-Afrika Linie